# THE BEST OF DETECTIVE CONAN ~The Movie Themes Collection~
《THE BEST OF DETECTIVE CONAN: The Movie Themes Collection》는 아오야마 고쇼 원작의 TV 애니메이션 《명탐정 코난》의 극장판 테마곡집. 

## 내용
- 10주년을 기념해서 발매된 명탐정 코난 시리즈 3번째. 〈Happy Birthday〉를 제외한 모든 노래가 전 두 번째 및 다음 음반에 수록되어있다.
- 빙 비소속 가수의 노래가 수록되지 않은 《THE BEST OF DETECTIVE CONAN ~명탐정 코난 테마곡집~》과는 다르며, 본작에서는 빙 비소속 가수인 쿄코(소속은 오피스 가스타)의 노래가 수록되어있다.

## 수록곡
| #   | 제목                                                      | 작사          | 작곡              | 편곡                                                               | 재생 시간 |
| --- | --------------------------------------------------------- | ------------- | ----------------- | ------------------------------------------------------------------ | --------- |
| 1.  | 〈흔들림 없는 것 하나〉 (B'z)                             | 이나바 코시   | 마츠모토 타카히로 | 마츠모토 타카히로, 이나바 코시, 토쿠나가 아키히토                  | 4:37      |
| 2.  | 〈여름을 기다리는 돛처럼〉 (ZARD)                         | 사카이 이즈미 | 오노 아이카       | 하야마 타케시                                                      | 4:33      |
| 3.  | 〈Dream×Dream〉 (아이우치 리나)                           | 아이우치 리나 | 토쿠나가 아키히토 | corin.                                                             | 5:18      |
| 4.  | 〈Time after time~꽃잎 흩날리는 거리에서~〉 (쿠라키 마이) | 쿠라키 마이   | 오노 아이카       | Cybersound                                                         | 4:03      |
| 5.  | 〈Everlasting〉 (B'z)                                     | 이나바 코시   | 마츠모토 타카히로 | 마츠모토 타카히로, 이나바 코시, 이케다 다이스케, 토쿠나가 아키히토 | 3:42      |
| 6.  | 〈always〉 (쿠라키 마이)                                  | 쿠라키 마이   | 오노 아이카       | Cybersound                                                         | 4:10      |
| 7.  | 〈당신이 있으니까〉 (코마츠 미호)                         | 코마츠 미호   | 코마츠 미호       | 이케다 다이스케                                                    | 4:37      |
| 8.  | 〈ONE〉 (B'z)                                             | 이나바 코시   | 마츠모토 타카히로 | 마츠모토 타카히로, 이나바 코시                                     | 4:09      |
| 9.  | 〈소녀 시절로 돌아간 것처럼〉 (ZARD)                      | 사카이 이즈미 | 오노 아이카       | 이케다 다이스케                                                    | 5:10      |
| 10. | 〈Happy Birthday〉 (쿄코)                                 | 스가 시카오   | 스가 시카오       | 스가 시카오, 마미 야코                                             | 4:44      |

## 같이 보기
- 극장판 명탐정 코난 주제가집 ~“20”All Songs~ -《명탐정 코난 극장판》의 제1기 〈시한장치의 마천루〉부터 제20기 〈순흑의 악몽〉까지의 주제가집.